# Дирмокса
Дирмокса (рум. Dârmoxa) — село у повіті Сучава в Румунії. Адміністративно підпорядковане місту Броштень.
Село розташоване на відстані 308 км на північ від Бухареста, 74 км на південний захід від Сучави.

## Населення
За даними перепису населення 2002 року у селі проживали 195 осіб, усі — румуни. Усі жителі села рідною мовою назвали румунську.